# Mouriri apiranga
Mouriri apiranga, conocida como apiranga, es una especie de planta en la familia Melastomataceae, nativa de la Amazonia.

## Descripción
Árbol que alcanza 6 m de altura. Hojas simples, elíptica de hasta 16 cm de longitud por 7,3 cm de ancho. Frutos comestibles amarillos globosos de 1,5 cm de diámetro.